# Amalie Vangsgaard
Amalie Vangsgaard, född den 29 november 1996, är en dansk fotbollsspelare. Hon representerar Juventus FC och det danska landslaget.

## Biografi
Vansgaard inledde sin seniorkarriär i Fortuna Hjørring år 2014. Hon har även spelat för Linköping FC och Paris Saint-Germain innan hon 2024 kontrakterades av Juventus FC. Hon har även representerat det danska damlandslaget där hon debuterade 2022.